# Gai Pomptí
Gai Pomptí (en llatí Caius Pomptinus, però també Pomptinius, Pomtinius, Pomtinus i Pontinius) va ser un militar i magistrat romà del segle i aC.
Se'l menciona per primer cop l'any 71 aC quan servia com a llegat de Marc Cras a la guerra dels esclaus. L'any 63 aC va ser pretor i va fer un gran servei a Ciceró ajudant-lo a reprimir la conspiració de Catilina especialment en la detenció dels ambaixadors dels al·lòbroges. El 62 aC va ser propretor de la Gàl·lia Narbonense i el 61 aC va derrotar els al·lòbroges que havien envaït la seva província i va demanar un triomf al retornar a Roma però el senat li va refusar perquè quan va obtenir la victòria ja s'havia acabat el seu imperium, tot i que va mantenir la reclamació molt de temps.
L'any 54 aC els seus amics van fer un darrer intent per obtenir aquest honor i encara que els pretors Marc Porci Cató Uticense i Publi Servili Vàtia Isàuric i el tribú Quint Muci Escevola, es van oposar, el cònsol Appi Claudi Pulcre va parlar en favor seu igual que altres pretors i tribuns; però no va poder obtenir l'honor del senat i Servi Sulpici Galba, que havia estat el seu legat, va decidir acudir al poble i va fer aprovar pels comicis una llei que li atorgava el triomf. Pomptí va fer una entrada triomfal a Roma.
L'any 51 aC va acompanyar Ciceró com a llegat a Cilícia, però no hi va restar gaire temps i va sortir al cap d'un any, tal com ja havien acordat abans.